# Tim Cordßen-Ryglewski

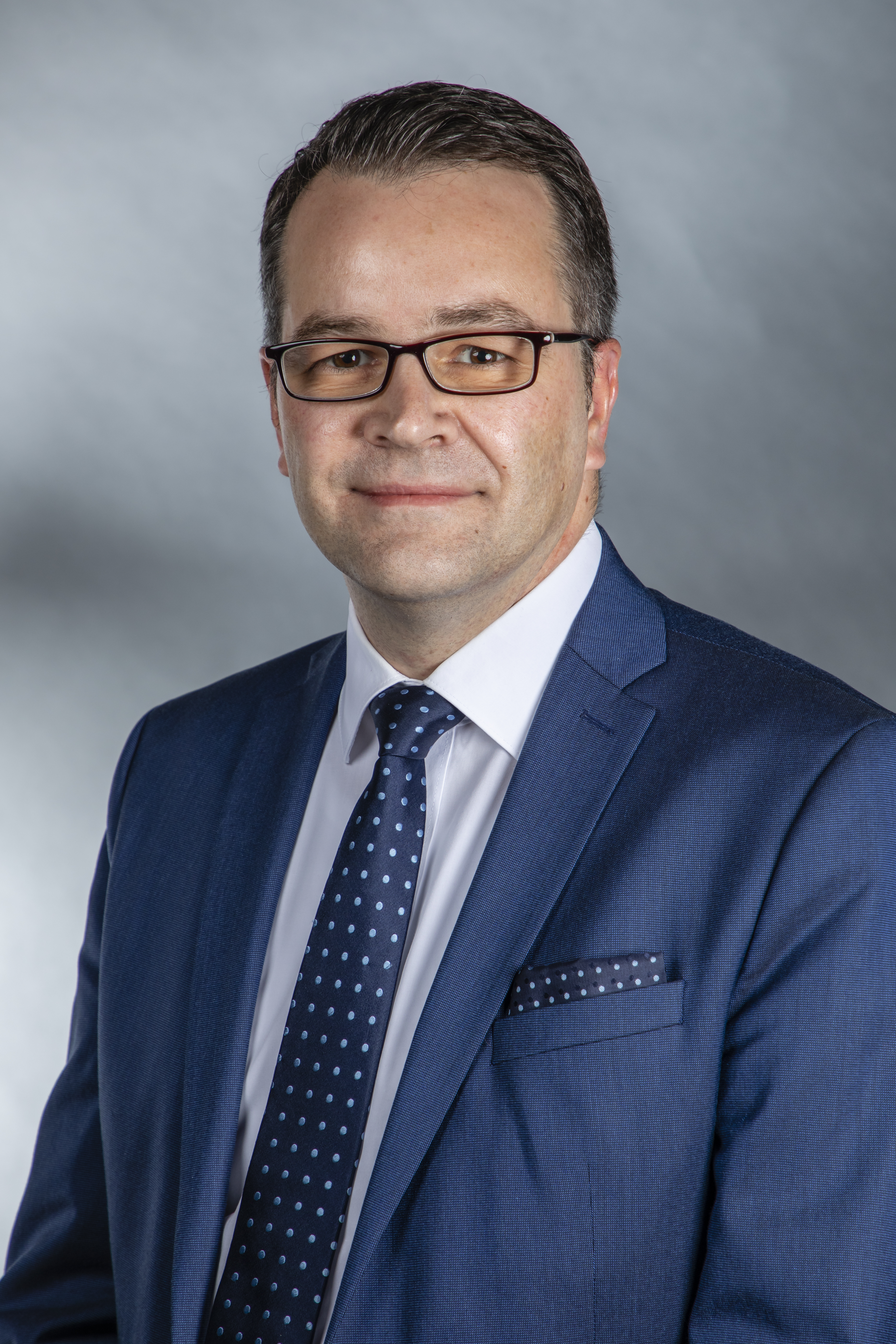
Tim Cordßen-Ryglewski (2019)

Tim Cordßen-Ryglewski (* 21. Februar 1976 in Bremen als Tim Cordßen) ist ein deutscher politischer Beamter. Von 2019 bis 2023 war er Bremer Staatsrat bei der Senatorin für Wissenschaft und Häfen der Freien Hansestadt Bremen.

## Leben
Cordßen-Ryglewski absolvierte nach dem Abitur (1995) seinen Zivildienst in einem Wohnheim für geistig und mehrfach behinderte Menschen der Werkstatt Bremen, ehe er ein Studium der Politikwissenschaft und Rechtswissenschaft an der Universität Bremen aufnahm, welches er als Diplom-Politologe abschloss. Während seines Studiums war er unter anderem als Vorsitzender des Allgemeinen Studierendenausschusses der Universität Bremen sowie als Mitglied des Akademischen Senats ebendort.
Cordßen-Ryglewski ist Mitglied der Sozialdemokratischen Partei Deutschlands (SPD). Von 2001 bis 2006 war er ehrenamtlicher Landesgeschäftsführer der Landesorganisation Bremen der Jungsozialisten in der SPD, von 2006 bis 2008 deren Landesvorsitzender. Von 2003 bis 2007 fungierte er als Mitglied der Deputation für Wissenschaft in der Bremischen Bürgerschaft, in den Jahren 2007 und 2008 als Mitglied der Deputation für Sport sowie zwischen 2008 und 2011 als Mitglied der Deputation für Arbeit und Gesundheit. Nachdem Cordßen-Ryglewski bereits 2005 als Sachbearbeiter bei der SPD Bremen tätig gewesen war, übernahm er von 2009 bis 2013 die Rolle des Referenten im Landesbüro.
2013 wurde er persönlicher Referent des Bremer Senators für Wirtschaft, Arbeit und Häfen Martin Günthner. Mit dieser Aufgabe war er bis 2017 in den Senaten Böhrnsen III und Sieling betraut, ehe er die Leitung des Senatorenbüros und die Funktion des Pressesprechers des Senators übernahm. Mit Bildung des Senats Bovenschulte I übernahm er am 16. August 2019 die Position des Staatsrats bei der neu ernannten Senatorin für Wissenschaft und Häfen Claudia Schilling. Mit dem Amtsantritt des Senats Bovenschulte II schied er im Juli 2023 aus diesem Amt aus.

## Privates
Tim Cordßen-Ryglewski ist seit 2021 mit Sarah Ryglewski verheiratet.